# Bouzeron (AOC)
Pour la commune, voir Bouzeron.
Le bouzeron est un vin blanc d'appellation d'origine contrôlée produit sur les deux communes de Bouzeron et de Chassey-le-Camp, en Saône-et-Loire. Sa particularité est d'être produit uniquement avec le cépage aligoté.
À environ 18 kilomètres au nord-ouest de Chalon-sur-Saône et environ 2 km à l'ouest de Chagny, c'est une des appellations communales des vignobles de la côte chalonnaise, avec le rully, le mercurey, le givry et le montagny, dans la région viticole de Bourgogne.

## Histoire

### Antiquité
L’édit de l'empereur romain Domitien, en 92, interdisait la plantation de nouvelles vignes hors d’Italie ; il fit arracher partiellement les vignes en Bourgogne afin d’éviter la concurrence. Le vignoble résultant suffisait aux besoins locaux. Mais Probus annula cet édit en 280.

### Moyen Âge
Dès le début du VIe siècle, l’implantation du christianisme avait favorisé l’extension de la vigne par la création d’importants domaines rattachés aux abbayes. Ainsi les premiers vignobles de la commune furent plantés par les moines de l'abbaye de Cluny. Au XIIIe siècle, une chapelle occupé par des moines servait de couvent; leur spécialité était de produire du vin de consommation courante et depuis ce lieu-dit s'appelle l'Hermitage. En 1416, Charles VI fixa par un édit les limites de production du vin de Bourgogne. À la mort de Charles le Téméraire, le vignoble de Bourgogne fut rattaché à la France, sous le règne de Louis XI.

### Période moderne
Claude Courtépée faisait l'éloge du vin d'aligoté de Bouzeron.

### Période contemporaine

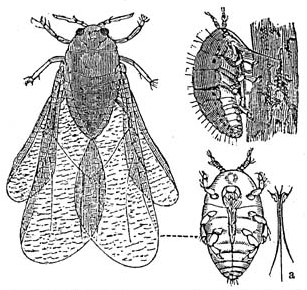
Phylloxéra.

#### XIXesiècle
Dans les décennies 1830-1840, la pyrale survient et attaque les feuilles de la vigne. Elle est suivie d'une maladie cryptogamique, l'oïdium. Le millésime 1865 donne des vins aux teneurs naturelles en sucres très élevées et des vendanges assez précoces. À la fin de ce siècle arrivent deux nouveaux fléaux de la vigne. Le premier est le mildiou, autre maladie cryptogamique, le second le phylloxéra. Cet insecte térébrant venu d'Amérique met très fortement à mal le vignoble. Après de longues recherches, on finit par découvrir que seul le greffage permettrait à la vigne de pousser en présence du phylloxéra.

#### XXesiècle
Le mildiou provoque un désastre considérable en 1910. L'enjambeur apparaît dans les années 1960-1970, et remplace le cheval ; les techniques en viticulture et œnologie ont bien évolué depuis 50 ans (cuve en inox, pressoir électrique puis pneumatique…).
Trois viticulteurs (M. Chanzy, M. Chemorin et M. Cogny) demande en 1974 le droit de rajouter le nom de leur village à celui de l'appellation bourgogne aligoté. Ils obtiennent gain de cause par le décret du 7 mars 1979, qui créé au sein de l'appellation régionale le « bourgogne aligoté de Bouzeron » (une dénomination géographique). Ce nouveau nom fait augmenter les prix. Ainsi, les vignes en plaine sont supprimées afin de favoriser les vignes en coteaux. Ensuite, les viticulteurs du village demandent l'appellation « aligoté de Bouzeron » à l'INAO. 
En septembre 1997, aidés par l'impulsion de co-gérants (Aubert et Pamela de Villaine) du Domaine de la Romanée-Conti qui avaient crée un domaine à Bouzeron en 1973, ils obtiennent la reconnaissance de l'AOC spécifique « bouzeron » qui devient ainsi la cinquième appellation de la côte chalonnaise, publiée par le décret du 17 février 1998, en remplacement de l’ancienne dénomination « bourgogne aligoté Bouzeron ». C'est la seule appellation village reconnue en France pour le cépage aligoté (le bourgogne aligoté étant une appellation régionale créée en 1937).

#### XXIesiècle
Avec la canicule de 2003, les vendanges débutent pour certains domaines cette année-là à la mi-août, soit avec un mois d'avance, des vendanges très précoces, jamais vues depuis 1422 et 1865 d'après les archives.  Le cahier des charges a été modifié en octobre 2009 (reconnaissance en AOP), puis en novembre 2011 (augmentation des rendements autorisés).

## Situation géographique
Situé au nord de la Saône-et-Loire sur les communes de Bouzeron et Chassey-le-Camp.

### Orographie et géologie
Le vignoble présente un escarpement divers selon les endroits, mais en moyenne assez pentu.
Le socle date de l'ère primaire, des séries marines se sont déposées à l'ère secondaire, les remplissages des bassins continentaux se sont faits à l'ère tertiaire et les formations superficielles élaborées au Tertiaire et au Quaternaire. 
Le support géologique du val de Bouzeron : Le fond de la vallée est constitué par des calcaires durs. À l'entrée de cette vallée, en sortant de Chagny, on rencontre un court passage de marnes, puis les niveaux de base du Rauracien ou faciès calcaire de l'Oxfordien. Ce sont des calcaires oolithiques ou graveleux, avec intercalations de quelques niveaux à chailles. Ils sont en contact par un accident, une faille avec les formations du Callovien puis, au-dessous, du Bathonien supérieur. Si les bancs sont minces par le Callovien, (Dalle nacrée de Beaune), ils sont très épais pour les assises supérieures du Bathonien. Les deux coteaux qui enserrent la vallée sont de nature rocheuse ininterrompue. On y retrouve toutefois des bancs de marnes intercalés et affleurant en bordure du coteau. Ce sont donc ces coteaux de marnes argoviennes, ou faciès marneux de l'Oxfordien, qui supportent le vignoble. 
Toutes les terres sont argilo-calcaires. Le vignoble et le village présentent un escarpement divers selon les endroits, mais en moyenne assez pentu.

### Climatologie
C'est un climat tempéré océanique à légère tendance continentale avec des étés chauds et des hivers froids, avec une amplitude thermique assez importante entre ces deux saisons. Les précipitations sont assez hétérogène sur l'année, avec un mois de mai le plus pluvieux de l'année. Le vent qui souffle une partie de l'année est la bise. Les gelées tardives sont peu fréquentes sur le vignoble en général. Il y a bien quelques lieux-dits ou les risques de gelées sont plus importants (on parle de zones gélives). De violents orages peuvent s'abattre sur ce vignoble avec parfois de la grêle.
Les données climatiques de la station météorologique de Chagny (au collège Louise Michel, à 234 mètres d'altitude) ci-dessous en rendent compte.
| Mois                              | jan. | fév. | mars  | avril | mai   | juin  | jui.  | août  | sep.  | oct. | nov. | déc. | année   |
| --------------------------------- | ---- | ---- | ----- | ----- | ----- | ----- | ----- | ----- | ----- | ---- | ---- | ---- | ------- |
| Température minimale moyenne (°C) | 1,4  | 1,8  | 3,8   | 6,6   | 10,1  | 14,3  | 16,1  | 15,7  | 12    | 8,3  | 4,3  | 1,9  | 8       |
| Température moyenne (°C)          | 4,1  | 5,5  | 8,6   | 12,2  | 15,3  | 20,2  | 22,6  | 21,7  | 17,7  | 12,2 | 7,3  | 4,4  | 12,6    |
| Température maximale moyenne (°C) | 6,7  | 9,2  | 13,3  | 17,7  | 20,5  | 26    | 29    | 28,4  | 23,3  | 16,2 | 10,3 | 7    | 17,3    |
| Nombre de jours avec gel          | 10,4 | 8,6  | 3,7   | 1,3   | 0     | 0     | 0     | 0     | 0     | 0    | 4,5  | 9    | 40,5    |
| Ensoleillement (h)                | 48,2 | 92,8 | 126,5 | 163,3 | 176,8 | 165,8 | 217,8 | 162,8 | 154,4 | 59,7 | 42,9 | 26,6 | 1 437,6 |
| Précipitations (mm)               | 50   | 32   | 44    | 59    | 58    | 95    | 60    | 78    | 71    | 65   | 47   | 63   | 557     |

| Diagramme climatique                                  |          |           |           |            |          |          |            |          |           |           |        |
| J                                                     | F        | M         | A         | M          | J        | J        | A          | S        | O         | N         | D      |
| 6,71,450                                              | 9,21,832 | 13,33,844 | 17,76,659 | 20,510,158 | 2614,395 | 2916,160 | 28,415,778 | 23,31271 | 16,28,365 | 10,34,347 | 71,963 |
| Moyennes : • Temp. maxi et mini °C • Précipitation mm |          |           |           |            |          |          |            |          |           |           |        |

## Vignoble

### Présentation
Selon le service des Douanes, la superficie revendiquée en 2023 sous l'appellation est de 64 hectares. Cette surface était d'environ 60 ha de vignes en moyenne de 2014 à 2021.

### Lieux-dits
Les lieux-dits de l'appellation sont : « En Rabeutelot  », En Rabeutelot « L' Hermitage  », « La Digoine  », « La Epoube  », « La Fortune  », « La Tournelle  », « Le Bois de Foiret  »,« Le Bourg  »,« Le Champ des Crots  »,« Le Feulin  »,« Les Bouchines  »,« Les Boyottes  »,« Les Clous  »,« Les Corcelles  », « Les Cordères  », « Les Fias  », « Les Louères  », « Les Pertuzots  », « Les Seurrées  », « Sous le Bois » et « Vers le Petits Puits  ».  Ils peuvent être indiqués sur l'étiquette.  L'appellation ne comprend pas de 1er cru.

### Encépagement
Le seul cépage autorisé par le cahier des charges pour produire l'appellation est l'aligoté B.
C'est un cépage à grappes petites (environ 10 cm) formées de petits grains sphériques, à feuilles orbiculaires, très peu découpées. Cépage vigoureux, productif et rustique, mais sensible aux maladies, notamment au mildiou ; une analyse d'ADN a relevé que sa lignée est la même que celle du chardonnay : c'est un hybride naturel du gouais blanc (aujourd'hui disparu) avec le pinot noir. L'aligoté est très sensible à la pourriture grise et aux gelées de printemps. Il donne des vins légers, un peu acides et frais. Ils sont pauvres en tanins et peu parfumés.

### Méthodes culturales
Le travail manuel commence par la taille, en guyot simple, avec une baguette de cinq à huit yeux et un courson de un à trois yeux. Plus rarement est pratiquée la taille en gobelet et en cordon de royat. Le tirage des sarments suit la taille. Les sarments sont enlevés et peuvent être brûlés ou mis au milieu du rang pour être broyés. Se déroulent ensuite les réparations. Puis vient le pliage des baguettes (car presque toutes les vignes de cette AOC sont taillées en Guyot simple). Éventuellement après le pliage des baguettes, une plantation de nouvelles greffes est réalisée. L'ébourgeonnage peut commencer dès que la vigne a commencé à pousser. Cette méthode permet en partie de réguler les rendements. Le relevage est pratiqué lorsque la vigne commence à avoir bien poussé. En général, deux à trois relevages sont pratiqués. La vendange en vert est pratiquée de plus en plus dans cette appellation. Cette opération est faite dans le but de réguler les rendements et surtout d'augmenter la qualité des raisins restants. Pour finir, les vendanges.
L'enjambeur est d'une aide précieuse pour le travail mécanique, utilisé pour le broyage des sarments, les trous fait à la tarière, le labourage (ou griffage), le désherbage, les traitements des vignes, le rognage et les vendanges (avec une machine à vendanger).

### Rendements
Le rendement est limité par le cahier des charges de l'appellation à un maximum de 65 hectolitres par hectare. Chaque année, ce rendement maximum peut être modifié à la hausse ou à la baisse par un arrêté du ministère de l'Agriculture, dans la limite des rendements butoirs de l'appellation, fixés à 69 hl/ha.
Les données de production des années récentes, telles que publiées par les Douanes, sont les suivantes :
| Année | Superficie (ha) | Production (hl) | Rendement (hl/ha) |
| ----- | --------------- | --------------- | ----------------- |
| 2020  | 63              | 6 363           | 55                |
| 2021  | 65              | 1 963           | 30                |
| 2022  | 62              | 3 973           | 64                |
| 2023  | 64              | 3 971           | 63                |
| 2024  | 65              | 2 245           | 35                |

## Vins

### Titres alcoométriques volumique
Les titres alcoométriques volumiques (anciennement appelés degrés du vin) minimal et maximal que doivent respecter les exploitants de cette appellation, pour que leurs vins soit commercialisables, sont :
| AOC bouzeron                  | minimal  | maximal    |
| Titre alcoométrique volumique | 10 % vol | 12,5 % vol |

### Vinification
Récolte manuelle ou mécanique du raisin à maturité. La vendange peut être triée. La récolte est envoyée dans un pressoir pour le pressurage. Une fois le vin en cuve, le débourbage est pratiqué (12, 24 voire 48 heures au maximum) avec des préfermentations à froid (environ 10 à 12 degrés) utilisées par certains vinificateurs. La fermentation alcoolique se déroule avec un suivi tout particulier pour les températures qui doivent rester à peu près stables (18 à 24 degrés). La chaptalisation est aussi pratiquée pour augmenter le taux d'alcool. La fermentation malolactique suit et l'élevage aussi (en fût ou en cuve). À la fin, la filtration du vin est pratiquée pour rendre les vins plus limpides. La mise en bouteille clôture l'opération.

### Gastronomie
La robe d'un bouzeron est de couleur or pâle. Son nez a des arômes évoquant l'acacia, les fleurs blanches et la noisettes, parfois des notes minérales. La bouche est vive, ronde et gourmande en bouche.
Ce vin se sert entre 9 et 10 degrés en apéritif et entre 11 et 13 °C en repas. Le bouzeron se garde de un à trois ans. Il s'accorde bien avec des gougères, des escargots à la bourguignonne, des huîtres, des crustacés, une andouillette grillée, de la volaille, du jambon persillé, du fromage comme le fromage de chèvre ou le comté.

## Économie

### Structure des exploitations
Il existe des domaines de tailles différentes. Ces domaines mettent tout ou une partie de leurs propres vins en bouteilles et s'occupent aussi de le vendre. Les autres, ainsi que ceux qui ne vendent pas tous leurs vins en bouteilles, les vendent aux maisons de négoce.
Les maisons de négoce achètent leurs vins, en général, en vin fait (vin fini) mais parfois en raisin ou en moût. Elles achètent aux domaines et passent par un courtier en vin qui sert d'intermédiaire moyennant une commission de l'ordre de 2 % à la charge de l'acheteur.
Les caves coopératives et leurs apporteurs sont des vignerons. Ces derniers peuvent leur amener leurs récoltes, ou bien la cave coopérative vendange elle-même (machine à vendanger en général).

### Commercialisation
Environ 3000 hectolitres sont produits chaque année. La commercialisation de cette appellation se fait par divers canaux de vente : dans les caveaux du viticulteur, dans les salons des vins (vignerons indépendants, etc.), dans les foires gastronomiques, par exportation, dans les Cafés-Hôtels-Restaurants (CHR), dans les grandes et moyennes surfaces (GMS).

### Producteurs de l'appellation
Il y a 17 exploitations viticoles qui produisent cette appellation, dont cinq sont situées sur la commune de Bouzeron. Quelques domaines : Domaine Chanzy, Domaine De Villaine, Domaine Chemorin, Domaine Cruchandeau, Domaine Lechenault,Domaine Bonnet...